# Công ty trách nhiệm hữu hạn (Hoa Kỳ)
Công ty trách nhiệm hữu hạn (tiếng Anh: limited liability company- viết tắt: LLC) là hình thức của một công ty trách nhiệm hữu hạn tư nhân ở Hoa Kỳ. Đó là một cấu trúc doanh nghiệp có thể kết hợp đánh thuế thông qua của một công ty hợp danh hoặc hộ kinh doanh cá thể với trách nhiệm hữu hạn của một công ty. Một công ty trách nhiệm hữu hạn không phải là một công ty trong chính bản thân nó; nó là một hình thức pháp lý của một công ty cung cấp trách nhiệm hữu hạn cho chủ sở hữu của nó trong nhiều lĩnh vực pháp lý. Công ty trách nhiệm hữu hạn nổi tiếng về sự linh hoạt mà họ cung cấp cho các chủ doanh nghiệp; tùy thuộc vào tình huống, công ty trách nhiệm hữu hạn có thể chọn sử dụng các quy tắc thuế của công ty cổ phần thay vì được coi như công ty hợp danh, và, trong một số trường hợp nhất định, công ty trách nhiệm hữu hạn có thể được xem là tổ chức phi lợi nhuận. Ở một số tiểu bang của Hoa Kỳ (ví dụ: Texas), các doanh nghiệp cung cấp dịch vụ chuyên nghiệp yêu cầu giấy phép chuyên môn của tiểu bang, như dịch vụ pháp lý hoặc y tế, có thể không được phép thành lập công ty trách nhiệm hữu hạn nhưng có thể được yêu cầu thành lập một thực thể tương tự gọi là công ty trách nhiệm hữu hạn chuyên nghiệp (PLLC).
Công ty trách nhiệm hữu hạn (LLC) là một thực thể pháp lý lai có các đặc điểm nhất định của cả công ty cổ phần và công ty hợp danh hoặc hộ kinh doanh cá thể (tùy thuộc vào số lượng chủ sở hữu). Công ty trách nhiệm hữu hạn là một loại hiệp hội chưa hợp nhất khác với một công ty cổ phần. Đặc điểm chung chủ yếu của cổ phần công ty trách nhiệm hữu hạn với một công ty cổ phần là trách nhiệm hữu hạn và đặc điểm chính mà nó chia sẻ với một công ty hợp doanh là đều bị đánh thuế thu nhập thông qua. Nó thường linh hoạt hơn công ty cổ phần và rất phù hợp cho các công ty có một chủ sở hữu duy nhất.
Mặc dù cả công ty trách nhiệm hữu hạn và công ty cổ phần đều sở hữu một số đặc điểm tương tự, thuật ngữ cơ bản thường được liên kết với từng loại pháp nhân, ít nhất là ở Hoa Kỳ, đôi khi khác nhau. Khi một công ty trách nhiệm hữu hạn được thành lập, nó được gọi là "có tổ chức (organized)", không phải là" hợp nhất (incorporated)" hoặc "có điều lệ," và tài liệu thành lập của nó được gọi là "điều khoản tổ chức (Articles of organization)", thay vì "điều khoản công ty (Articles of incorporation)" hay "Điều lệ công ty (corporate charter)". Các hoạt động nội bộ của công ty trách nhiệm hữu hạn được điều chỉnh bởi "thỏa thuận hoạt động" thay vì "quy chế tổ chức". Chủ sở hữu các quyền có lợi trong công ty trách nhiệm hữu hạn được gọi là "thành viên", chứ không phải là "cổ đông".”  Ngoài ra, quyền sở hữu trong công ty trách nhiệm hữu hạn được thể hiện bằng "lợi ích thành viên" hoặc "lợi ích công ty trách nhiệm hữu hạn " (đôi khi được đo bằng "đơn vị thành viên" hoặc chỉ là "đơn vị" và đôi khi chỉ được nêu là tỷ lệ phần trăm), thay vì chỉ bằng "phần chia cổ phiếu"hoặc chỉ "cổ phần"(với quyền sở hữu được đo bằng số cổ phần mà mỗi cổ đông nắm giữ). Tương tự, khi được ban hành dưới dạng vật lý thay vì dưới dạng điện tử, một tài liệu chứng minh quyền sở hữu trong công ty trách nhiệm hữu hạn được gọi là "chứng nhận thành viên" chứ không phải là "chứng nhận cổ phần".
Trong trường hợp không có hướng dẫn theo luật định rõ ràng, hầu hết các tòa án Mỹ đều cho rằng các thành viên công ty trách nhiệm hữu hạn phải tuân theo thông luật thay đổi lý thuyết xuyên qua bản ngã như các cổ đông của công ty. Tuy nhiên, khó khăn hơn để xuyên qua bức màn công ty trách nhiệm hữu hạn vì công ty trách nhiệm hữu hạn không có nhiều thủ tục để duy trì. Chừng nào công ty trách nhiệm hữu hạn và các thành viên không hòa trộn tiền, rất khó để xuyên qua tấm màn che công ty trách nhiệm hữu hạn. Lợi ích thành viên trong các công ty trách nhiệm hữu hạn và lợi ích hợp tác cũng có khả năng bảo vệ đáng kể thông qua cơ chế lệch sai áp. Giới hạn lệch sai áp chủ nợ của đối tác con nợ hoặc thành viên con nợ đối với phần phân phối của con nợ, mà không trao cho chủ nợ bất kỳ quyền biểu quyết hoặc quyền quản lý.
Trong một số trường hợp, các thành viên công ty trách nhiệm hữu hạn có thể phải chịu trách nhiệm cá nhân trong trường hợp phân phối cho các thành viên khiến công ty trách nhiệm hữu hạn mất khả năng thanh toán.

## Lịch sử
Tiểu bang đầu tiên ban hành luật cho phép các công ty trách nhiệm hữu hạn là bang Wyoming năm 1977. Hình thức này không trở nên phổ biến ngay lập tức, một phần do sự không chắc chắn trong việc xử lý thuế của Sở Thuế vụ. Sau một phán quyết của IRS vào năm 1988 rằng các công ty trách nhiệm hữu hạn Wyoming có thể bị đánh thuế như là quan hệ đối tác, các bang khác bắt đầu ban hành các đạo luật công ty trách nhiệm hữu hạn. Đến năm 1996, tất cả 50 tiểu bang đã có đạo luật công ty trách nhiệm hữu hạn.

## Tính linh hoạt và quy tắc mặc định
Các công ty trách nhiệm hữu hạn phải tuân theo các quy định ít hơn các tập đoàn truyền thống và do đó có thể cho phép các thành viên tạo ra một cấu trúc quản lý linh hoạt hơn so với các hình thức công ty khác. Chừng nào nó còn nằm trong giới hạn của luật tiểu bang, thỏa thuận điều hành chịu trách nhiệm cho sự linh hoạt của các thành viên công ty trách nhiệm hữu hạn trong việc quyết định cách thức quản lý công ty trách nhiệm hữu hạn của họ. Các đạo luật tiểu bang thường cung cấp các quy tắc tự động hoặc "mặc định" cho cách thức công ty trách nhiệm hữu hạn sẽ được điều chỉnh trừ khi thỏa thuận điều hành có quy định khác.
Công ty trách nhiệm hữu hạn ("công ty trách nhiệm hữu hạn") đã phát triển để trở thành một trong những hình thức kinh doanh phổ biến nhất ở Hoa Kỳ. Ngay cả việc sử dụng một thành viên công ty trách nhiệm hữu hạn cũng mang lại sự bảo vệ tốt hơn cho tài sản của thành viên, so với hoạt động như một thực thể chưa hợp nhất.
Có hiệu lực từ ngày 1 tháng 8 năm 2013, Đạo luật Công ty Trách nhiệm hữu hạn Delaware quy định rằng các nhà quản lý và thành viên kiểm soát của một công ty trách nhiệm hữu hạn phải chịu trách nhiệm chăm sóc và trung thành với công ty trách nhiệm hữu hạn và các thành viên của công ty. Theo sửa đổi (được nhắc nhở bởi quyết định của Tòa án Tối cao Delaware trong Gatz Properties, công ty trách nhiệm hữu hạn v. Auriga Capital Corp), các bên tham gia công ty trách nhiệm hữu hạn vẫn được tự do mở rộng, hạn chế hoặc loại bỏ các nghĩa vụ ủy thác trong các thỏa thuận công ty trách nhiệm hữu hạn của họ (tuân theo giao ước ngụ ý về đức tin tốt và giao dịch công bằng).
Theo 6 Del. C. Mục 18-101 (7), một thỏa thuận hoạt động của Delaware, công ty trách nhiệm hữu hạn có thể được viết, bằng miệng hoặc ngụ ý. Nó đặt ra các khoản đóng góp vốn thành viên, tỷ lệ sở hữu và cơ cấu quản lý. Giống như một thỏa thuận tiền hôn nhân, một thỏa thuận điều hành có thể tránh các tranh chấp trong tương lai giữa các thành viên bằng cách giải quyết các quyền mua, công thức định giá và hạn chế chuyển nhượng. Thỏa thuận điều hành công ty trách nhiệm hữu hạn bằng văn bản phải được ký bởi tất cả các thành viên của nó.

## Thuế thu nhập
Đối với các mục đích thuế thu nhập liên bang của Hoa Kỳ, công ty trách nhiệm hữu hạn được coi mặc định là một thực thể thông qua. Nếu chỉ có một thành viên trong công ty, công ty trách nhiệm hữu hạn được coi là "thực thể không quan tâm" cho các mục đích thuế (trừ khi có tình trạng thuế khác được bầu), và một chủ sở hữu cá nhân sẽ báo cáo thu nhập hoặc lỗ của công ty trách nhiệm hữu hạn trên Biểu mẫu C trong khai thuế cá nhân của mình. Do đó, thu nhập từ công ty trách nhiệm hữu hạn bị đánh thuế theo thuế suất riêng. Trạng thái thuế mặc định cho các công ty trách nhiệm hữu hạn có nhiều thành viên là đối tác, được yêu cầu báo cáo thu nhập và tổn thất trên Mẫu IRS 1065. Theo xử lý thuế công ty hợp danh, mỗi thành viên của công ty trách nhiệm hữu hạn, như trường hợp của tất cả các đối tác của công ty hợp danh, hàng năm nhận được Mẫu K-1 báo cáo phần phân phối của thành viên về thu nhập hoặc lỗ của công ty trách nhiệm hữu hạn sau đó được báo cáo trên tờ khai thuế thu nhập cá nhân của thành viên. Mặt khác, thu nhập từ các công ty cổ phần bị đánh thuế hai lần: một lần ở cấp thực thể công ty và một lần nữa khi phân phối cho các cổ đông. Do đó, tiết kiệm thuế nhiều hơn thường xảy ra nếu một doanh nghiệp được thành lập như một công ty trách nhiệm hữu hạn chứ không phải là một công ty cổ phần.
Một công ty trách nhiệm hữu hạn có một hoặc nhiều thành viên có thể chọn bị đánh thuế như một công ty thông qua việc nộp Mẫu IRS 8832. Sau khi bầu trạng thái thuế doanh nghiệp, công ty trách nhiệm hữu hạn có thể tiếp tục được coi là một công ty cổ phần C thông thường (đánh thuế thu nhập của đơn vị trước bất kỳ khoản cổ tức hoặc phân phối nào cho các thành viên và sau đó đánh thuế cổ tức hoặc phân phối khi nhận được thu nhập của các thành viên) hoặc như một công ty cổ phần S (thu nhập và lỗ ở cấp độ thực thể thông qua các thành viên). Một số nhà bình luận đã khuyến nghị một công ty trách nhiệm hữu hạn bị đánh thuế như một công ty S là cấu trúc doanh nghiệp nhỏ tốt nhất có thể. Nó kết hợp sự đơn giản và linh hoạt của một công ty trách nhiệm hữu hạn với các lợi ích về thuế của một công ty S (tiết kiệm thuế tự làm).

## Ưu điểm
- Lựa chọn chế độ thuế. Một công ty trách nhiệm hữu hạn có thể được chọn để bị đánh thuế với tư cách là hộ kinh doanh cá thể, công ty hợp danh, công ty cổ phần S hoặc công ty cổ phần C (miễn là họ có đủ điều kiện để được đối xử như vậy), mang lại sự linh hoạt cao.
- Công ty trách nhiệm hữu hạn có nhiều thành viên được chọn đánh thuế lnhư công ty hợp danh có thể phân bổ đặc biệt phần thu nhập, lãi, lỗ, khấu trừ hoặc tín dụng của thành viên trên cơ sở ngoài tỷ lệ sở hữu của mỗi thành viên miễn là các quy tắc có trong Quy chế Kho bạc (26 CFR) 1.704-1 được đáp ứng. Các tập đoàn S có thể không phân bổ đặc biệt lợi nhuận, thua lỗ và các mặt hàng thuế khác theo luật thuế của Hoa Kỳ.
- Chủ sở hữu của công ty trách nhiệm hữu hạn, được gọi là thành viên, được bảo vệ khỏi một số hoặc tất cả trách nhiệm pháp lý đối với các hành vi và các khoản nợ của công ty trách nhiệm hữu hạn, tùy thuộc vào luật bảo vệ của tiểu bang.
- Tại Hoa Kỳ, một công ty cổ phần S có số lượng cổ đông hạn chế và tất cả trong số họ phải là cư dân thuế của Hoa Kỳ; một công ty trách nhiệm hữu hạn có thể có số lượng thành viên không giới hạn và không có giới hạn quyền công dân.
- Giấy tờ hành chính và lưu trữ hồ sơ ít hơn nhiều so với một công ty cổ phần. Một công ty trách nhiệm hữu hạn LLC ở Delaware không bắt buộc phải nộp báo cáo thường niên, điều này đồng nghĩa với việc không tốn chi phí báo cáo thường niên và hạn nộp.
- Thuế thông qua (nghĩa là không đánh thuế hai lần), trừ khi công ty trách nhiệm hữu hạn chọn đánh thuế như một công ty cổ phần C.
- Sử dụng phân loại thuế mặc định, lợi nhuận được đánh thuế cá nhân ở cấp thành viên, không phải ở cấp công ty trách nhiệm hữu hạn.
- Công ty trách nhiệm hữu hạn ở hầu hết các bang được coi là các thực thể tách biệt với các thành viên của họ. Tuy nhiên, trong một số khu vực tài phán như Connecticut, luật án lệ đã xác định rằng chủ sở hữu không bắt buộc phải cung cấp thông tin đủ để xuyên qua bức màn của công ty và các thành viên công ty trách nhiệm hữu hạn có thể chịu trách nhiệm cá nhân về hoạt động của công ty trách nhiệm hữu hạn) (ví dụ, trường hợp của Phát triển Sturm v. Harb[26]
- Công ty trách nhiệm hữu hạn ở một số tiểu bang có thể được thiết lập chỉ với một thể nhân có liên quan.
- Ít rủi ro hơn khi bị "đánh cắp" bởi các vụ bán tống (bảo vệ tốt hơn khỏi các nhà đầu tư "đói").
- Đối với các công ty bất động sản, mỗi tài sản riêng biệt có thể được sở hữu bởi công ty trách nhiệm hữu hạn riêng của mình, do đó bảo vệ không chỉ các chủ sở hữu mà cả các tài sản khác của họ khỏi trách nhiệm chéo.[27]

## Nhược điểm
Mặc dù không có yêu cầu theo luật định đối với một thỏa thuận điều hành trong hầu hết các khu vực pháp lý, các thành viên của nhiều thành viên công ty trách nhiệm hữu hạn hoạt động mà không ai có thể gặp phải vấn đề. Không giống như luật pháp nhà nước liên quan đến các công ty cổ phần có chứng khoán, vốn rất phát triển và cung cấp nhiều quy định quản trị và bảo vệ cho tập đoàn và các cổ đông, hầu hết các bang không áp dụng các quy định quản trị và bảo vệ chi tiết cho các thành viên của công ty trách nhiệm hữu hạn. Do đó, trong trường hợp không có các điều khoản theo luật định như vậy, các thành viên của công ty trách nhiệm hữu hạn phải thiết lập các điều khoản quản trị và bảo vệ theo thỏa thuận điều hành hoặc tài liệu quản lý tương tự.
- Việc tăng vốn tài chính cho một công ty trách nhiệm hữu hạn có thể khó khăn hơn vì các nhà đầu tư có thể thoải mái hơn khi đầu tư vào các hình thức công ty được hiểu rõ hơn với quan điểm về IPO cuối cùng.[28] Một giải pháp khả thi có thể là thành lập một công ty cổ phần mới và sáp nhập vào nó, giải thể công ty trách nhiệm hữu hạn và chuyển đổi thành một công ty cổ phần.
- Nhiều khu vực pháp lý, bao gồm cả Alabama, California, Kentucky, New York, Pennsylvania, Tennessee và Texas. Thu đánh thuế đặc quyền kinh doanh hoặc thuế giá trị vốn đối với các công ty trách nhiệm hữu hạn. Về bản chất, thuế đặc quyền kinh doanh hoặc nhượng quyền thương mại này là phí mà công ty trách nhiệm hữu hạn trả cho nhà nước vì lợi ích của trách nhiệm hữu hạn. Thuế đặc quyền kinh doanh có thể là một khoản tiền dựa trên doanh thu, số tiền dựa trên lợi nhuận hoặc số tiền dựa trên số lượng chủ sở hữu hoặc số vốn được sử dụng trong tiểu bang hoặc kết hợp các yếu tố đó hoặc đơn giản là một khoản phí cố định ở Delaware.
  - Có hiệu lực tại Texas năm 2007, thuế nhượng quyền thương mại được thay thế bằng Thuế Ký quỹ kinh doanh Texas. Điều này được trả dưới dạng: thuế phải nộp = doanh thu - một số chi phí có hệ số phân bổ. Tuy nhiên, ở hầu hết các tiểu bang, lệ phí này là danh nghĩa và chỉ một khoản phí nhỏ có thể so sánh với thuế đánh vào các công ty cổ phần.
  - Ở California, cả công ty trách nhiệm hữu hạn nước ngoài và trong nước, và các quỹ tín thác, cho dù lợi nhuận hay phi lợi nhuận, trừ khi thực thể được miễn thuế, ít nhất phải nộp thuế thu nhập tối thiểu 800 USD mỗi năm cho Hội đồng thuế nhượng quyền thương mại; và không có công ty trách nhiệm hữu hạn, công ty hoặc ủy thác nước ngoài nào có thể tiến hành kinh doanh ở California trừ khi được đăng ký hợp lệ với Bộ trưởng Ngoại giao California.
- Phí gia hạn cũng có thể cao hơn. Ví dụ ở Maryland, tính phí một công ty cổ phần hoặc phi cổ phần là $ 120 cho điều lệ ban đầu và $ 100 cho một công ty trách nhiệm hữu hạn. Lệ phí nộp báo cáo hàng năm vào năm sau là 300 đô la cho các công ty cổ phần có chứng khoán và các công ty trách nhiệm hữu hạn. Lệ phí bằng không đối với các công ty cổ phần phi chứng khoán. Ngoài ra, một số tiểu bang, như New York, áp đặt yêu cầu xuất bản khi thành lập công ty trách nhiệm hữu hạn, yêu cầu các thành viên của công ty trách nhiệm hữu hạn xuất bản một thông báo trên các tờ báo trong khu vực địa lý rằng công ty trách nhiệm hữu hạn sẽ được thành lập. Đối với các công ty trách nhiệm hữu hạn nằm ở các khu vực đô thị lớn (ví dụ: Thành phố New York), chi phí xuất bản có thể là đáng kể.
- Cấu trúc quản lý của một công ty trách nhiệm hữu hạn có thể không được nêu rõ. Không giống như các công ty cổ phần, họ không bắt buộc phải có một ban giám đốc hoặc cán sự. (Điều này cũng có thể được coi là một lợi thế ở một vài điểm.)
- Các khu vực pháp lý đánh thuế bên ngoài Hoa Kỳ có khả năng coi công ty trách nhiệm hữu hạn hoa kỳ là một công ty cổ phần, bất kể đối xử với mục đích thuế của Hoa Kỳ như thế nào, ví dụ như một công ty trách nhiệm hữu hạn Hoa Kỳ hoạt động bên ngoài Hoa Kỳ hoặc là cư dân của khu vực tài phán nước ngoài.[29] Điều này rất có thể là quốc gia (như Canada) không công nhận công ty trách nhiệm hữu hạn là một hình thức kinh doanh được ủy quyền tại quốc gia đó.
- Các bên uỷ quyền của công ty trách nhiệm hữu hạn sử dụng nhiều chức danh khác nhau, ví dụ, thành viên, quản lý, thành viên quản lý, giám đốc quản lý, giám đốc điều hành, chủ tịch và đối tác. Như vậy, có thể khó xác định ai thực sự có thẩm quyền ký kết hợp đồng thay mặt công ty trách nhiệm hữu hạn.

## Biến thể
- Công ty trách nhiệm hữu hạn chuyên nghiệp (PLLC, P.L.L.C. hoặc P.L.) là một công ty trách nhiệm hữu hạn được tổ chức cho mục đích cung cấp dịch vụ chuyên nghiệp. Thông thường, các ngành nghề mà nhà nước yêu cầu giấy phép cung cấp dịch vụ, chẳng hạn như bác sĩ, bác sĩ chuyên chữa trị chấn thương, luật sư, kế toán, kiến trúc sư, kiến trúc sư cảnh quan hoặc kỹ sư, yêu cầu hình thành PLLC.[5] Tuy nhiên, một số tiểu bang, như California, không cho phép công ty trách nhiệm hữu hạn tham gia vào việc thực hành một nghề được cấp phép. Yêu cầu chính xác của PLLC thay đổi theo từng tiểu bang. Thông thường, tất cả các thành viên của PLLC phải là những chuyên gia thực hành cùng một nghề. Ngoài ra, giới hạn trách nhiệm cá nhân của các thành viên không mở rộng đối với các khiếu nại sơ suất nghiệp vụ.
- Chuỗi công ty trách nhiệm hữu hạn (SLLC) là một hình thức đặc biệt của một công ty trách nhiệm hữu hạn, cho phép một công ty trách nhiệm hữu hạn duy nhất tách biệt tài sản của mình thành một chuỗi riêng biệt. Ví dụ: một loạt công ty trách nhiệm hữu hạn mua các mảnh bất động sản riêng biệt có thể đặt từng mảnh thành một chuỗi riêng biệt để nếu người cho vay tịch thu (tài sản thế chấp), những công ty khác không bị ảnh hưởng.
- Công ty trách nhiệm hữu hạn lợi nhuận thấp (L3C) là một liên doanh doanh nghiệp xã hội vì lợi nhuận, có mục tiêu đã nêu là thực hiện mục đích mang lại lợi ích xã hội, không tối đa hóa thu nhập. Đó là một cấu trúc lai kết hợp tính linh hoạt về pháp lý và thuế của công ty trách nhiệm hữu hạn truyền thống, lợi ích xã hội của một tổ chức phi lợi nhuận và lợi thế định vị thương hiệu và định vị thị trường của một doanh nghiệp xã hội.
- Công ty trách nhiệm hữu hạn ẩn danh là một công ty trách nhiệm hữu hạn mà thông tin sở hữu không được nhà nước công khai. Điều này thường được thực hiện bằng cách sử dụng bên thứ ba để đóng vai trò là nhà tổ chức và người đại diện đăng ký của công ty trách nhiệm hữu hạn.[30]